# Distrito de Delhi oriental
Delhi oriental es un distrito de India en el territorio capital nacional de Delhi. Código ISO: IN.DL.ED.
Comprende una superficie de 440 km².
El centro administrativo se encuentra en Preet Vihar.

## Demografía
Según censo 2011 contaba con una población total de 1 707 725 habitantes.